# Revolució Nacional Indonèsia
La Revolució Nacional Indonèsia o Guerra de la independència d'Indonèsia (1945-49) fou un conflicte entre Indonèsia i els Països Baixos posterior a la declaració d'independència de l'antic territori colonial de les Índies Orientals Neerlandeses.

## Antecedents
La invasió japonesa i l'ocupació subsegüent, durant la Segona Guerra Mundial, donaren fi al govern neerlandès, i encoratjaren el moviment independentista indonesia que havia estat suprimit anteriorment.

## La revolta
L'1 de juny de 1945, Sukarno va pronunciar un discurs que esbossava el Pancasila, els cinc principis rectors de la nació indonesia: la creença en Déu, l’humanitarisme, la unitat nacional, la democràcia i la justícia social. Dos dies després de la rendició del Japó el 1945, Sukarno un líder nacionalista influent, declarà la independència de la nació (Revolució Nacional Indonèsia) i en fou designat president. Els Països Baixos provaren de reinstaruar el seu govern. La situació era extremadament complexa, els pemuda amenaçaven les elits locals que havien col·laborat tant amb els japonesos com amb els holandesos. A mesura que es trencava la llei i l’ordre, es complicava distingir les activitats revolucionàries de les il·legals i es van accentuar les antigues divisions socials entre musulmans nominals i compromesos, grups lingüístics i ètnics i classes socials tant a les zones rurals com a les urbanes. Els líders republicans de les zones locals van lluitar desesperadament per sobreviure als atacs holandeses, les tendències separatistes i les insurreccions d'esquerres. Les reaccions als intents holandesos de refermar la seva autoritat no van reeixir, i pocs volien tornar a l’antic ordre colonial.
El 28 d'octubre de 1945 va esclatar la violència a Surabaya, a l'est de Java, quan les tropes britàniques ocupants combateren als pemuda i altres grups armats, resultant en un desastre militar per als britànics en què el seu comandant, A.W.S. Mallaby i centenars de tropes van morir, i els britànics van llançar un dur contraatac. La batalla de Surabaya va suposar el combat més cruent de la lluita per la independència, i v obligar els aliats a pactar la república.
Els holandesos, en una posició feble des de la rendició japonesa, volien negociar amb la república alguna forma de relació entre l'arxipèlag i els Països Baixos. Les negociacions van donar lloc a l'Acord de Linggajati, arbitrat pel Regne Unit, i subscrit el 12 de novembre de 1946, que preveia el reconeixement holandès del domini republicà a Java i Sumatra, i la Unió Holandesa-Indonesiana, formada pels Països Baixos, la república, i l'arxipèlag oriental, sota la corona holandesa. L'arxipèlag s'havia de conformar com a República dels Estats Units d'Indonèsia (RUSI), que comprenia la república (Java i Sumatra), el sud de Kalimantan i el "Gran Orient" format per Sulawesi, Maluku, les Illes Petites de la Sonda, i Nova Guinea Occidental. El Central Indonesian National Committee no va ratificar l’acord fins al març de 1947 i ni la república ni els holandesos van quedar satisfets. L’acord es va signar el 25 de maig de 1947, però el 21 de juliol, els holandesos, al·legant violacions de l'Acord, van expulsar els republicans de Sumatra i Java Oriental i Occidental, confinant-los a la regió de Yogyakarta, a Java Central. El Consell de Seguretat de les Nacions Unides (ONU) va crear un Comitè de Bons Oficis per patrocinar noves negociacions, que va conduir a l'Acord de Renville, ratificat per les dues parts el 17 de gener de 1948 i que reconeixia el control holandès temporal de les zones preses per l'acció policial, però preveia referèndums sobre el seu futur políticles zones ocupades.
La lluita armada i diplomàtica subsegüent acabà el desembre de 1949, quan, atesa la pressió internacional, els Països Baixos reconegueren formalment la independència indonèsia,
Es tracta d'una de les majors revolucions més importants del segle xx, la lluita es va perllongar durant més de quatre anys i va comportar conflictes armats esporàdics, però importants, desordres interns en la política indonèsia, i dues grans intervencions diplomàtiques internacionals. Les forces holandeses no eren prou fortes per fer dominar els rebels indonesis però si per resistir l'expulsió. Malgrat les forces holandeses podien controlar als pobles i ciutats com els bastions republicans de Java i Sumatra, no podien controlar els pobles i el camp. En aquest estat de situació, la República d'Indonèsia va fer prevaler en última instància els seus drets tant a través de la diplomàcia internacional com ho va fer mitjançant la determinació d'Indonèsia en els conflictes armats en Java i altres illes.

## Conseqüències
La revolució va destruir l'administració colonial de les Índies Orientals Neerlandeses, que havia governat el territori des de l'altre costat del món. També canvià de manera significativa les castes racials, i reduï el poder de molts dels governants locals (raja). Això no obstant, no va millorar significativament la situació econòmica o política de la majoria de la població, encara que alguns indonesis van ser capaços d'obtenir un paper més important en el comerç del país.